# Будьте готовы, Ваше высочество!
«Будьте готовы, Ваше высочество!» — повесть советского писателя Льва Кассиля, написанная в 1964 году. В произведении показано становление личности маленького наследного принца вымышленной страны Джунгахоры, который вдруг начинает понимать многое из того, что его раньше не касалось. В 1978 году по повести был снят одноимённый фильм.

## Сюжет
В советский пионерский лагерь «Спартак» на побережье Чёрного моря приезжает отдыхать малолетний наследник, принц из некой восточной страны Джунгахоры. Король — брат принца — решает, что принцу будет полезно пожить среди простых советских детей.

## Дополнительная информация
- В 2013 году повесть была включена в список «100 книг», рекомендованных школьникам Министерством образования и науки РФ для самостоятельного чтения.
- Страна Джунгахора — аллюзия Кассиля на Таиланд[1].

Прообразом бабушки главного героя послужила первая жена тайского принца Чакрабона Екатерина Десницкая.

Детский писатель Кассиль даже написал некогда очень популярную повесть «Будьте готовы, Ваше высочество!» — про принца некоего государства, похожего на Таиланд, попавшего в советский пионерский лагерь. Кажется, это был «Артек».— Березин В.С. «Виктор Шкловский»
Прототипом героя произведения был принц Фансай Суфанувонг, восьмой сын легендарного красного принца Суфанувонга из Королевства Лаос, который был вождём лаосского народа в борьбе против агрессии США в Индокитае, а в декабре 1975 года был избран первым президентом Лаосской Народной Демократической Республики.
Летом 1962 года Лев Кассиль приезжал в «Артек», где отдыхал Фансай Суфанувонг. Там они встретились в первый раз. А в ноябре 1962 года Кассиль начал писать книгу «Будьте готовы, Ваше высочество!», книгу закончил в июне 1964 года. Во время второй встречи, после написания книги, Кассиль подарил принцу Фансаю Суфанувонгу авторскую закладку для книг с надписью от руки: «Прототипу принца из Джунгахоры!».